# Rożenek (gromada)
Rożenek – dawna gromada, czyli najmniejsza jednostka podziału terytorialnego Polskiej Rzeczypospolitej Ludowej w latach 1954–1972.
Gromady, z gromadzkimi radami narodowymi (GRN) jako organami władzy najniższego stopnia na wsi, funkcjonowały od reformy reorganizującej administrację wiejską przeprowadzonej jesienią 1954 do momentu ich zniesienia z dniem 1 stycznia 1973, tym samym wypierając organizację gminną w latach 1954–1972.
Gromadę Rożenek z siedzibą GRN w Rożenku utworzono – jako jedną z 8759 gromad na obszarze Polski – w powiecie opoczyńskim w woj. kieleckim, na mocy uchwały nr 13g/54 WRN w Kielcach z dnia 29 września 1954. W skład jednostki weszły obszary dotychczasowych gromad Rożenek, Borowiec, Ciechomin i Kalinków ze zniesionej gminy Niewierszyn w tymże powiecie. Dla gromady ustalono 11 członków gromadzkiej rady narodowej.
Gromadę zniesiono 31 grudnia 1959, a jej obszar włączono do gromad Dąbrowa II (wsie Borowiec i Poręba, kolonie Borowiec i Kotuszów A oraz osady Borowiec i Zacisze) i Aleksandrów (wsie Rożenek, Kalinków, Wiałka, Zalesie i Cichomin, kolonie Musiałów i Calówki, parcelację Rożenek oraz osady Rożenek i Kukurędy Rożenkowskie).